# Negeri Sembilan
Negeri Sembilan – stan Malezji, na Półwyspie Malajskim. Obejmuje powierzchnię 6643 km², zamieszkany jest przez 878 500 ludzi. Stolicą stanu jest Seremban.

## Warunki naturalne
Zajmuje tereny wyżynno-górskie (wysokość do 1192 m n.p.m.), niziny tylko na wybrzeżu.
Klimat równikowy, wybitnie wilgotny. Gęsta sieć rzeczna, pokryty wilgotnym lasem równikowym (głównie na wschodzie).

## Gospodarka
Region rolniczo-przemysłowy: uprawa kauczukowca, ryżu, trzciny cukrowej, herbaty, palmy kokosowej, palmy olejowej, ananasów; na wybrzeżu rybołówstwo; wydobycie rud cyny i wolframu; przemysł chemiczny i spożywczy; rafineria ropy naftowej.

## Historia
Negeri Sembilan założyli w XV wieku osadnicy z Sumatry. Pod koniec XIX wieku zajęty przez Brytyjczyków. Od 1963 stan Malezji.